# Zum Glück geküsst
Zum Glück geküsst (Originaltitel: Just My Luck) ist eine romantische Filmkomödie des Regisseurs Donald Petrie aus dem Jahr 2006 mit Lindsay Lohan und Chris Pine in den Hauptrollen.

## Handlung
Ashley lebt in New York und arbeitet dort für die PR-Agentur Braden & Co. Sie hat in ihrem Leben immer Glück. Wenn sie zum Beispiel ohne Regenschirm ihre Wohnung verlässt, hört der Regen schlagartig auf, und wenn sie zur Hauptverkehrszeit mit einem Taxi fährt, hat dieses grüne Welle.
Jake ist das Gegenteil von Ashley und hat immer Pech. Er arbeitet als Hausmeister in einem Bowling-Lokal und ist der Manager der britischen Jungenband McFly. Er versucht bereits seit Wochen erfolglos, Damon Phillips, dem Chef von Downtown Masquerade Records, eine CD von McFly zu überreichen, um ihn für die Band zu interessieren.
In der Agentur von Ashley hat Damon einen Termin für die Präsentation einer neuen PR-Strategie, doch als die Chefin der
Agentur Peggy Braden und ihre Mitarbeiter im Aufzug steckenbleiben, erscheint nur Ashley zur Präsentation. Als Damon schon gehen will, improvisiert sie eine eigene PR-Strategie, welche einen Maskenball (passend zum Firmennamen Masquerade) enthält. Damon ist von Ashleys Plan begeistert und sagt zu. Ashley wird daraufhin von ihrer Chefin gelobt und erhält ein eigenes Büro und eine Firmenkreditkarte.
Am Tag des Maskenballs will Ashley ihre Chefin mit ihrem gutaussehenden Nachbarn Antonio verkuppeln. Auch Jake ist auf der Feier, da er sich über den Hintereingang als Tänzer eingeschlichen hatte, um Damon die CD zu übergeben. Zufällig läuft Jake Ashley über den Weg und verliebt sich in sie. Als beide tanzen, küssen sie sich, und in dem Moment wechseln Glück und Pech die Personen. Ashleys Schuhabsatz bricht ab, ihr Kleid reißt ein und ihre Chefin wird zusammen mit ihr von der Polizei verhaftet, da es sich bei Antonio um einen professionellen Gigolo handelte. Ashley wird noch am selben Tag gekündigt und verliert auch ihre Wohnung. Jake dagegen konnte Damon das Leben retten und erhält von ihm für seine Band einen Plattenvertrag.
Um ihr Glück wiederzubekommen, sucht sie Madame Zaffina (genannt Madame Z) auf, die auf der Feier als Wahrsagerin engagiert war. Von ihr erhält sie den Tipp, dass sie denjenigen wieder küssen muss, den sie auf der Tanzfläche geküsst hat, um ihr Glück wiederzubekommen. Da die Tänzer maskiert waren, sucht sie nun alle Tänzer nacheinander auf, um sie zu küssen. Ob es der Richtige war, überprüft sie anschließend mit einem Rubbellos. Nachdem sie damit keinen Erfolg und weiter Pech hat, trifft sie zufällig auf Jake, der ihr seinen ehemaligen Job vermittelt. Als sie davon erfährt, dass Jake auch auf der Feier war und seitdem ständig Glück hat, küsst sie ihn und erhält so ihr Glück zurück. Sie läuft ihrer Chefin über den Weg, die sich nun mit Antonio verlobt hat, und wird auch wieder eingestellt.
Jake hat jedoch wieder Pech und ein geplanter Auftritt von McFly steht davor zu scheitern. Ashley bekommt Gewissensbisse und küsst Jake noch einmal, um ihm ihr Glück zurückzugeben. Danach will sie mit dem Zug die Stadt verlassen, damit Jake sein Glück behalten kann. Jake hat nach ihr gesucht und findet sie schließlich am Grand Central Terminal. Er erklärt ihr, dass das Pech kommt und geht und es für ihn ein Glück ist, dass er sie hat. Ashley entschließt sich daraufhin bei ihm zu bleiben. Als sie Jakes Cousine Katy sehen, küssen beide Katy gleichzeitig und das Glück geht auf sie über.

## Hintergrund
- Der Film wurde in New York, New Orleans und Los Angeles gedreht. Die Produktionskosten wurden auf 28 Millionen US-Dollar geschätzt. Der Film spielte in den Kinos weltweit rund 38 Millionen US-Dollar ein, davon 17 Millionen in den USA.[1]

- Der als „Radioman“ bekannte Craig Castaldo hat einen Gastauftritt als Radfahrer auf dem Gehweg.

## Kritiken
„Die romantische Komödie erfüllt alle Konventionen des Genres, bleibt dabei freilich stets an der Oberfläche. Durch das leicht durchschaubare Konzept und ein aufdringliches Product Placement verspielt der phasenweise amüsante Film einiges von seinen Sympathiewerten.“

„Lindsay Lohan spielt so unerschütterlich durchschnittlich, wie es der reibungslosen Befestigung ihres Starruhms nur förderlich sein kann.“

„Glück bedeutet in dieser keuschen Komödie zunächst das narzisstische Hochgefühl, zufällig ein an Sarah Jessica Parker adressiertes Kleid geliefert zu bekommen. Im Fahrwasser der TV-Serie "Sex and the City" wird für die kleinen Schwestern jener postfeministischen New Yorkerinnen eine Hochglanz-Medienbranche präsentiert, in der Gucci, Stretchlimousine und Penthouse das Ziel frühpubertärer Sehnsüchte sind. […] Wieder wird also der Versuch unternommen, die so genannten "Pre-Teens" dazu zu bringen, ihr Taschengeld ins Kino zu tragen, statt es in H&M-Klamotten zu investieren, die von ferne wie Gucci aussehen. Deshalb geht es in dieser durchgestylten Klein-Mädchen-Träumerei märchenhaft magisch und übersichtlich zu. […] Doch wenn man davon absieht, dass der Pechvogel-Slapstick einen hohen Igitt-Faktor mit Hundehaufen hat, so entwickelt die Komödie dennoch Charme, wenn sie mit karmischem Humor die Liebe als homöostatischen Yin- und Yang-Ausgleich betrachtet.“

## Auszeichnungen
Lindsay Lohan wurde in zwei Kategorien für einen Teen Choice Award nominiert. Die dritte Nominierung erhielt der Film selbst.